# Sichuan Auto Industry Group

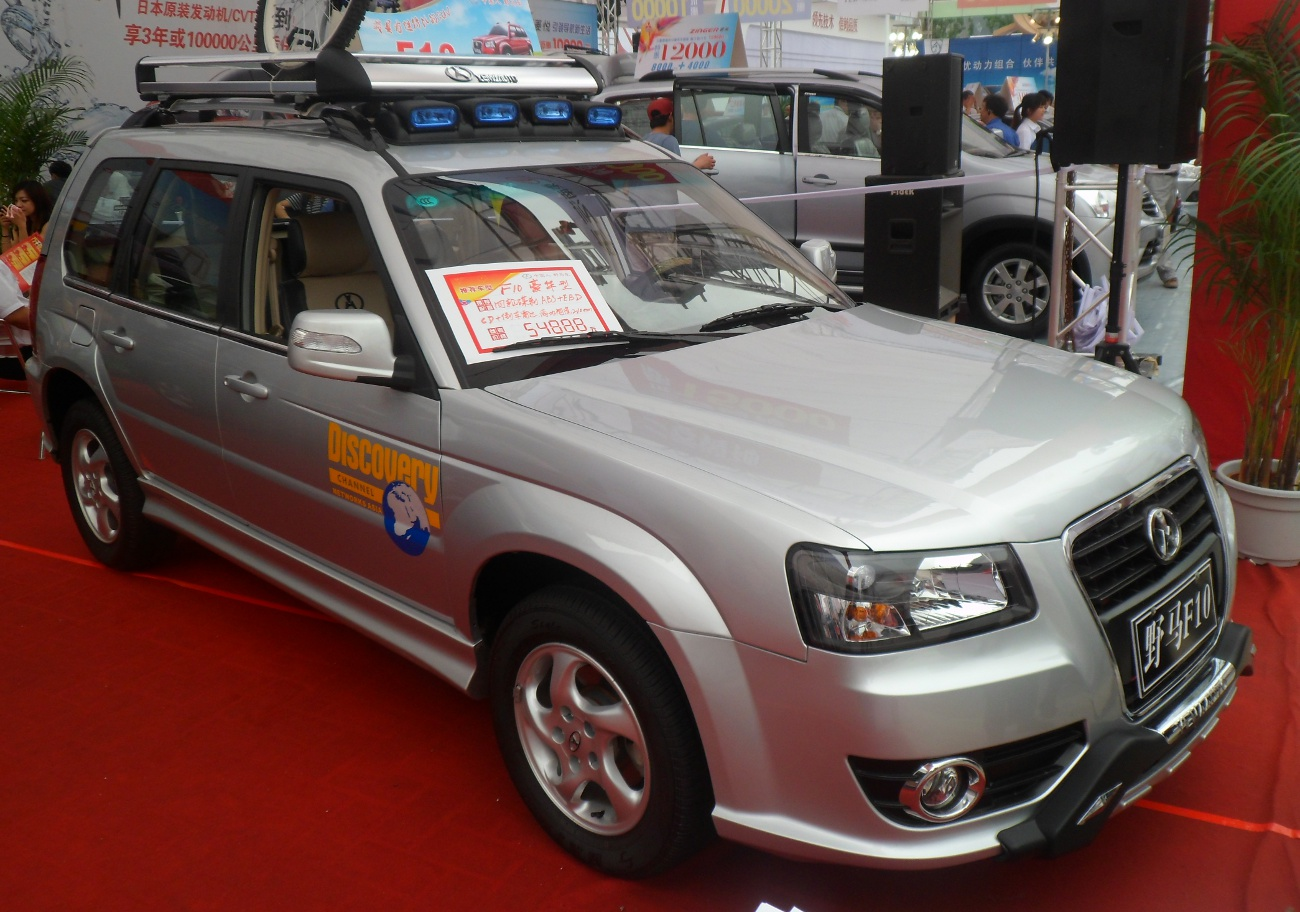
Yema F10

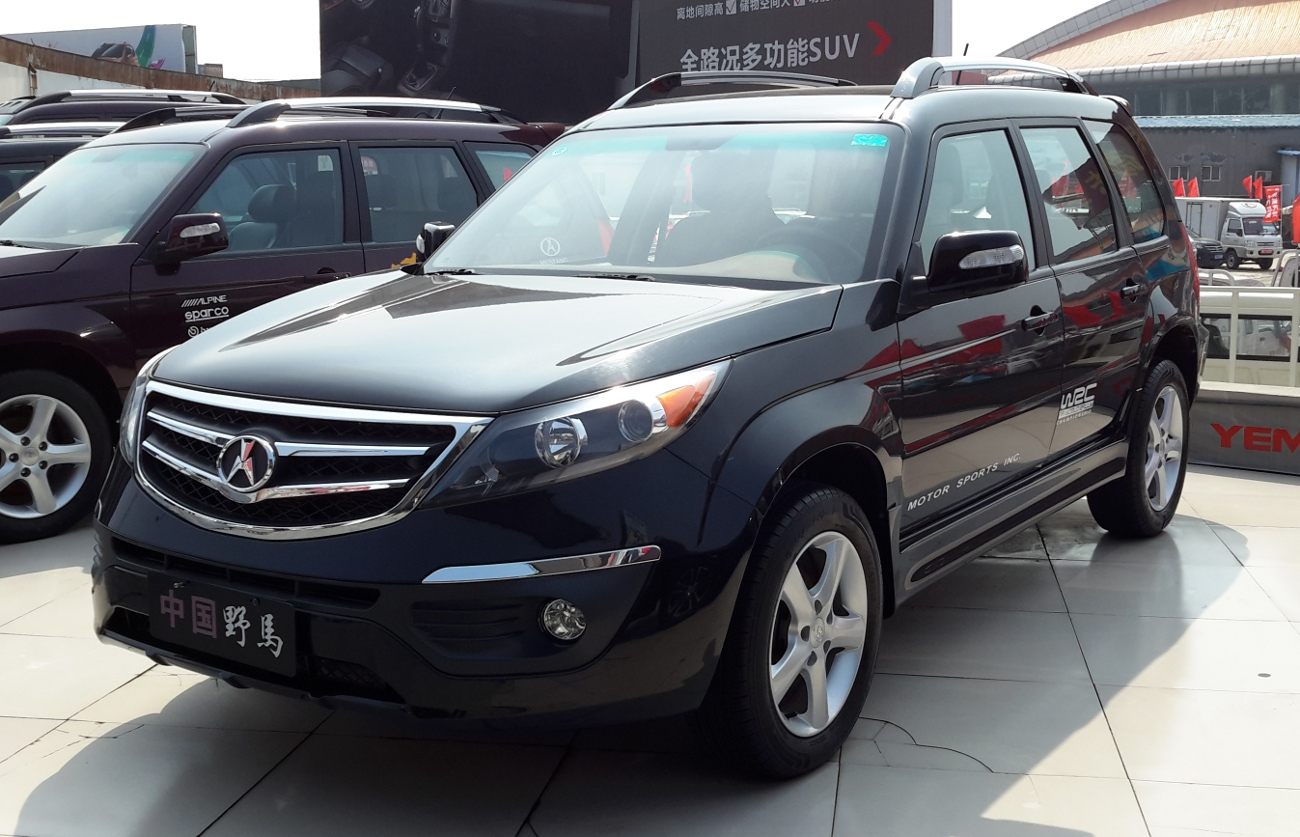
Yema F12

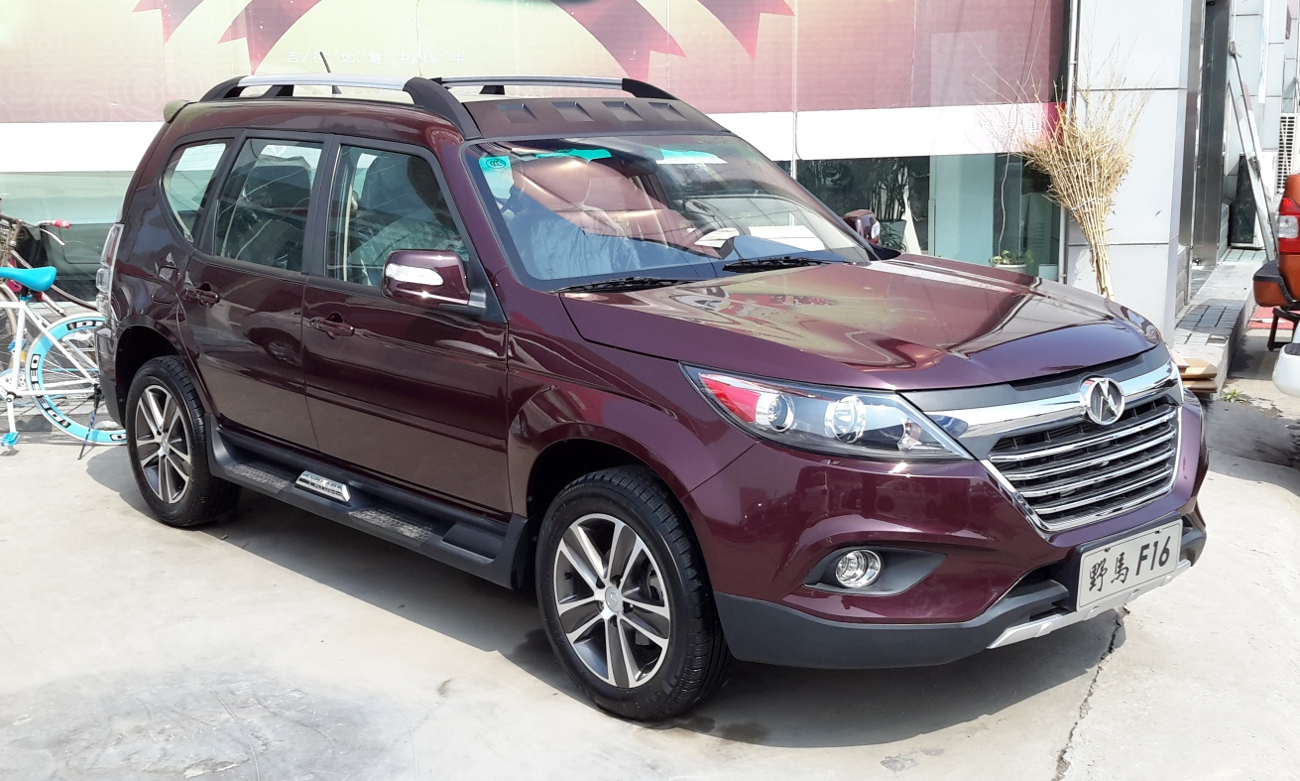
Yema F16

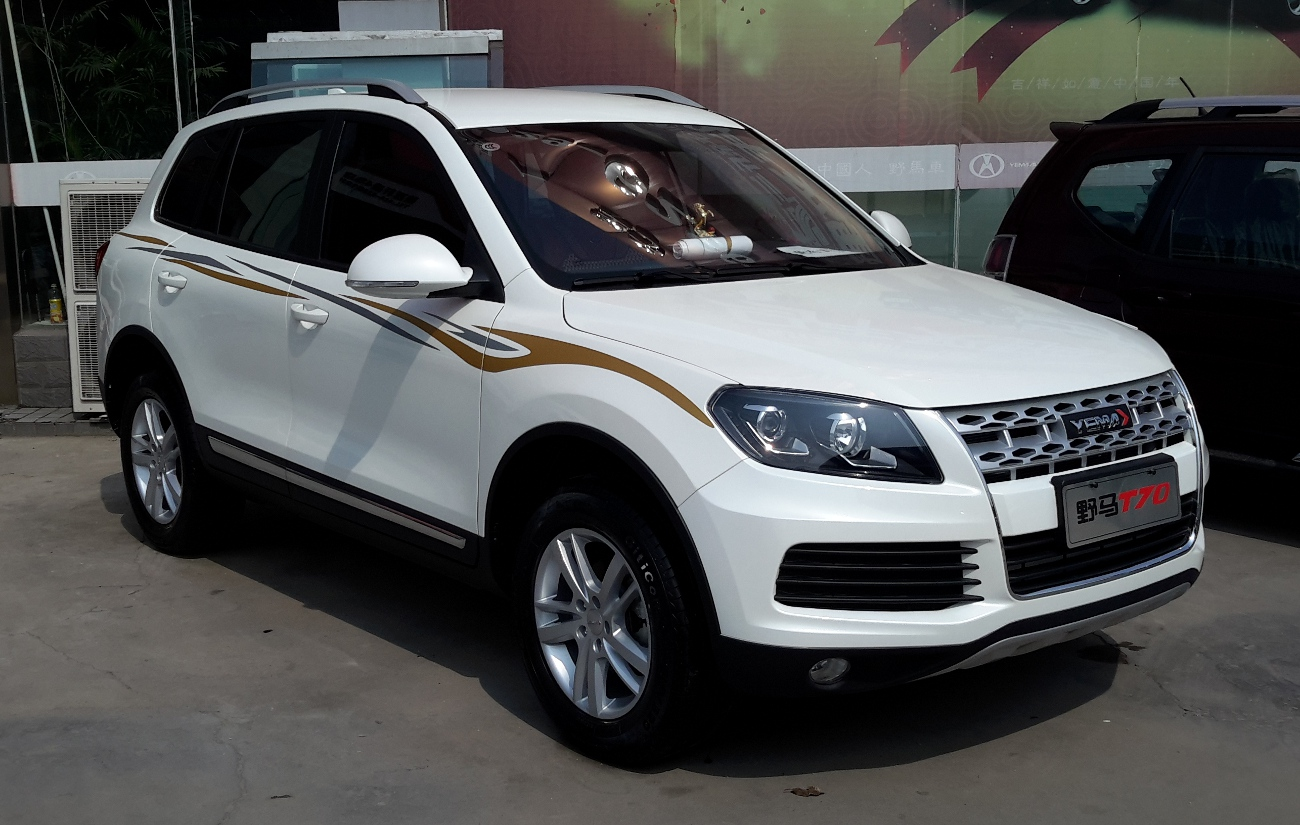
Yema T70

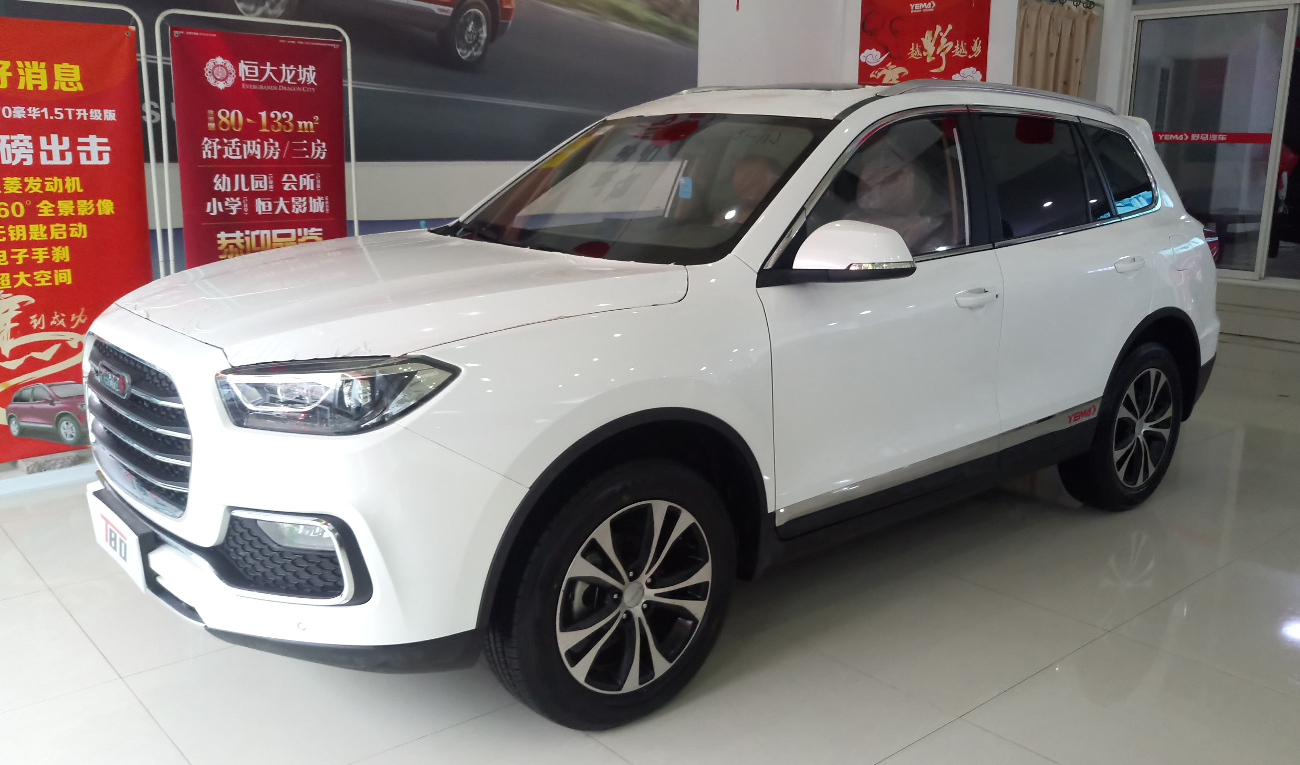
Yema T80

Sichuan Auto Industry Group ist ein Hersteller von Automobilen aus der Volksrepublik China.

## Unternehmensgeschichte
Das Unternehmen wurde in den 1980er Jahren in Chengdu gegründet. Die Produktion von Automobilen begann spätestens 1994. Der Markenname lautet Yema. Zwischen 2001 und 2004 ruhte die Produktion.

## Fahrzeuge
1995 gab es den SQJ 6400. Er basierte auf der Plattform des Suzuki Alto. Ein Motor mit 997 cm³ Hubraum trieb die Fahrzeuge an.
Zwischen 1994 und 2001 standen SUVs und fünfsitzige Pick-ups im Sortiment.
Im Dezember 2004 wurde der SQJ 6470 A eingeführt. Dies war ein SUV mit Zweiradantrieb als Kombi. Sein Vierzylindermotor mit 2237 cm³ Hubraum leistete rund 102 PS. Er war 4800 mm lang, 1840 mm breit und 1835 mm hoch.
Außerdem fertigte das Unternehmen den Austin Maestro in Lizenz.
Das Angebot im Modelljahr 2019 umfasste die SUVs Bojun, T70 und T80 sowie den Van Spica.

## Produktionszahlen
| Jahr | Produktionszahl | Quelle |
| ---- | --------------- | ------ |
| 2000 | 507             | [ 3 ]  |
| 2001 | 384             | [ 3 ]  |
| 2002 | 0               | [ 3 ]  |
| 2003 | 0               | [ 3 ]  |
| 2005 | 302             | [ 2 ]  |
| 2006 | 377             | [ 2 ]  |
| 2007 | 419             | [ 2 ]  |